# 石井忠繁
石井 忠繁（いしい ただしげ）は、戦国時代の武将。肥前国の戦国大名龍造寺氏の重臣。肥前国佐嘉郡飯盛城主石井駿河守忠義の次男。

## 経歴
父駿河守忠義や兄和泉守忠清らと共に、肥前国小城郡主九州千葉氏の戚臣であったが、有力国衆龍造寺氏の台頭に伴い、父や兄に従って龍造寺氏の家臣となった。龍造寺家兼・隆信2代に仕えた。家兼が佐賀城を追われて筑後国に亡命した際も、兄や弟たちと共に、再起のために尽力した。
妻は大乗坊長勝の娘で、後の佐賀藩祖鍋島直茂の従姉にあたる（長勝の室は鍋島清久の娘）。子の石見守忠次、孫三郎忠尊、および養子の土佐守忠高は、いずれも龍造寺家中きっての勇将であったが、三人とも討死し、天寿を全うした男子は、外孫で養子の壱岐守茂利のみである。
忠繁の裔である石井二男家（石見守筋）の嫡家は断絶したが、曾孫の鍋島主水佑茂里（石井太郎五郎）・鍋島安芸守茂賢（石井孫六）兄弟はそれぞれ横岳鍋島家・深堀鍋島家を立て、子孫は佐賀藩家老職を世襲した。外孫の茂利の子孫は着座となり、家門は繁栄した。
肥前国佐嘉郡飯盛村（現・佐賀県佐賀市本庄町鹿子）にある日蓮宗飯盛山浄円寺は、忠繁が開基した寺院である。
1550、死去。忠繁の没後、次男の石見守忠次が家督を相続した。

## 参考資料
- 『北肥戦誌』（九州治乱期）
- 『石井系譜』